# Peter John Ramos
Pour les articles homonymes, voir Ramos.
Peter John Ramos (né le 23 mai 1985 à Fajardo) est un joueur de basket-ball et une personnalité du catch portoricain. Il joue au poste de pivot. En 2019, il commence à apparaître dans les spectacles de catch du World Wrestling Council, une fédération de catch portoricaine.

## Biographie

### Comme joueur de basket-ball
Peter John Ramos est le sixième joueur portoricain à jouer en NBA et le 3e à être drafté en NBA, en 2004 par les Washington Wizards. Sa carrière professionnelle débute à Criollos de Caguas dans le championnat portoricain. Il évolue ensuite en NBA durant la saison 2004-2005 aux Wizards, puis en D-League, avec des passages à  Porto Rico dans l'équipe des Criollos de Caguas. Ramos connaît une expérience en Europe, en Liga ACB à Fuenlabrada. Il joue actuellement en Chine aux Zhejiang Lions.

### Passage dans le monde du catch
En août 2018, Peter John Ramos fait part à la presse de son désir de devenir catcheur et évoque des contacts avec la World Wrestling Entertainment (WWE).
Le 3 novembre 2019, il apparaît au World Wrestling Council, la principale fédération de catch de Porto Rico. Ce jour-là, Ray González (en) le présente comme l'arbitre spécial d'un match l'opposant à Gilbert (en) où les deux hommes mettent leur carrière en jeu.

## Clubs
- 2001-2004 :  Criollos de Caguas
- 2004-2005 :  Wizards de Washington
- 2005-2006 :  Dazzle de Roanoke
- 2006-2007 :  Stampede de l'Idaho
- 2007 :  Criollos de Caguas
- 2007-2008 :  Baloncesto Fuenlabrada
- 2008 :  Criollos de Caguas
- 2008-2009 :  Baloncesto Fuenlabrada
- 2009 :  Piratas de Quebradillas
- 2009-2010 :  Fujian Xunxing
- 2010-2011 :  Piratas de Quebradillas
- 2011 :  Séoul Samsung Thunders
- 2011-2012 :  Zhejiang Lions
- 2012 :  Piratas de Quebradillas
- 2012-2013 :  Zhejiang Lions
- 2013 :  Capitanes de Arecibo
- 2013-2014 :  Qingdao DoubleStar
- 2014 :  Brujos de Guayama
- 2015 :  Kia Carnival
- 2015 :  Brujos de Guayama
- 2015 :  Metros de Santiago
- 2015-2016 :  Jilin Northeast Tigers
- 2016 :  La Villa
- 2017 :  Gallitos de Isabela
- 2017-2018 :  Kinmen Kaoliang Liquor
- 2018 :  Leones de Ponce

## Équipe nationale
- International portoricain : participation aux Jeux olympiques 2004.